# Still Waters (film 1915)
Still Waters è un film muto del 1915 diretto da J. Searle Dawley.

## Trama
Un'artista di circo, Drasa La Rue, che non ha nessuno che si prenda cura della piccola Nesta durante le sue esibizioni, mette la figlia in un baule. Il baule cade poi nell'acqua di un canale, dove viene recuperato da Joe, un barcaiolo che, per caso, è il nonno di Nesta. Drasa, infatti, era scappata da casa, provocando l'ira del padre. Che, adesso, allevando Nesta, la tiene sempre sotto controllo, per evitarle il destino della madre.
Passati alcuni anni, il circo torna. Joe si oppone recisamente a che Nesta possa andare in città, ma lei prende un cavallo che hanno appena acquistato e che aveva lavorato in un circo. L'animale, arrivato vicino alle tende, fa cadere la ragazza a terra. Quando si risveglia, Nesta si innamora del medico che la sta curando. L'amore tra la ragazza e il dottore è ostacolato dal vecchio Joe: solo quando lui e la figlia Drasa si riconciliano, finalmente Joe si addolcisce e benedice la giovane coppia.

## Produzione
Il film fu prodotto dalla Famous Players Film Company.

## Distribuzione
Distribuito dalla Famous Players-Lasky Corporation e Paramount Pictures, uscì nelle sale cinematografiche USA il 4 novembre 1915. Ne venne fatta una riedizione distribuita l'8 giugno 1919.